# أييوس فاسيليوس (ثيسالونيكي)

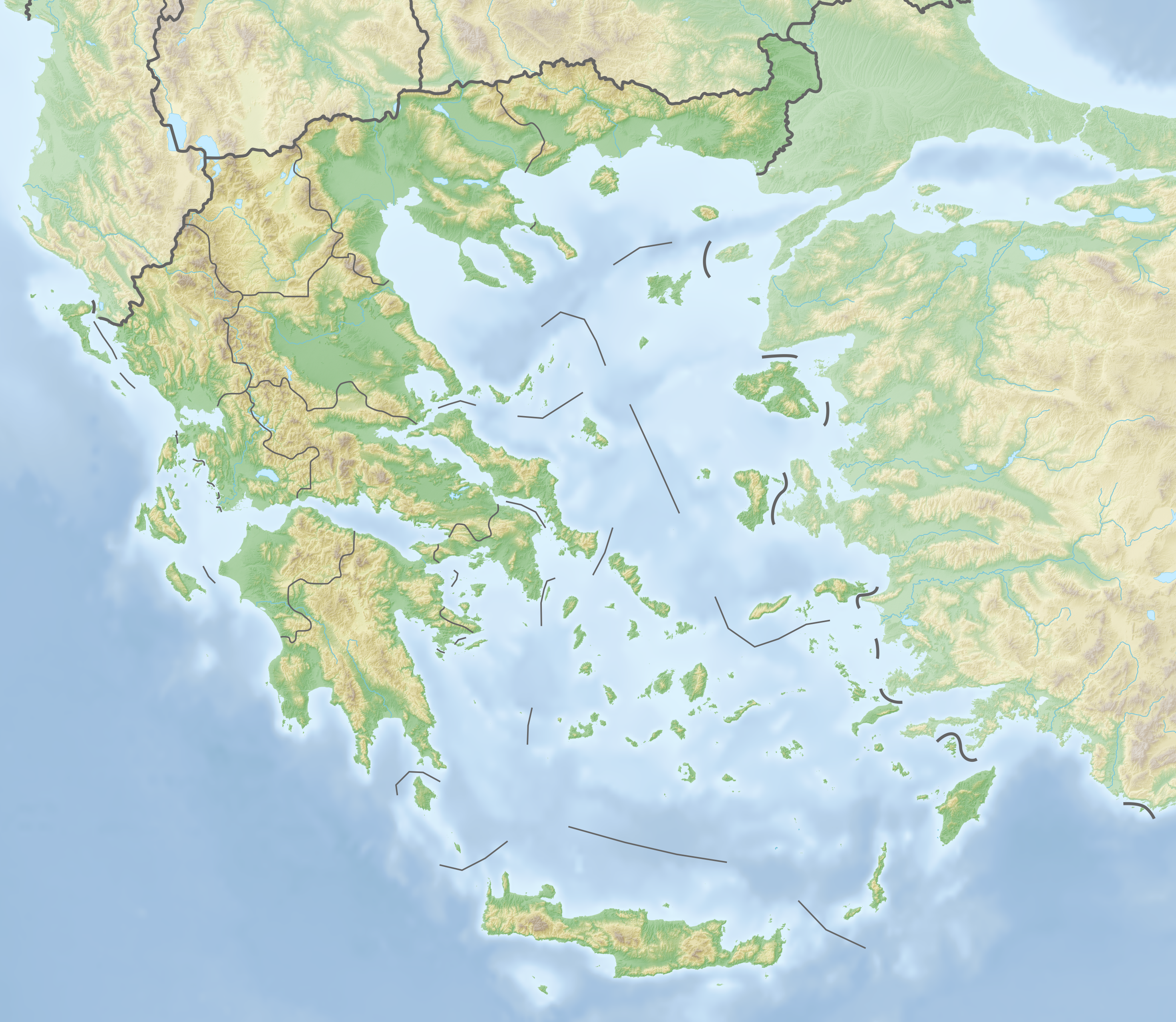

أييوس فاسيليوس (Άγιος Βασίλειος) هي مدينة في ثيسالونيكي في مقاطعة فوريا إلادا في اليونان.
يبلغ عدد سكانها حوالي 1391   نسمة.